# Jonathan Demme
Robert Jonathan Demme (n. 22 februarie 1944, Baldwin, Nassau County, New York, Nassau County, New York, SUA – d. 26 aprilie 2017, New York City, New York, SUA) a fost un regizor american.

## Date biografice
Demme a studiat la început medicină veterinară. Și-a început cariera ca regizor TV și cronicar de film înainte de a se alătura studioului lui Roger Corman, ca publicist. În 1969 împreună cu Roger Corman a început să se ocupe de regia unor filme și să producă filme documentare. În afară de asta împreună cu muzicieni, produce Video-Clips.  În 1980 cunoaște primul succes cu Melvin și Howard (Melvin and Howard), apreciat pentru imaginea sa neobișnuită și narațiunea jucăușă. După producerea filmelor renumite Tăcerea mieilor și "Philadelphia", norocul îl va părăsi. Filmele lui ulterioare "Beloved" (1998), "The Truth About Charlie" (2002) și Candidatul manciurian (film din 2004) ("The Manchurian Candidate") nu vor mai avea succesul celor două filme anterioare. Capacitatea lui Demme de a regiza filme de genuri diferite și talentul pentru comedie i-au consolidat reputația de creator și de regizor de succes financiar.
În anul 2000 a făcut parte din juriul Festivalului de Film de la Cannes.

## Filmografie
- 1971 Angels Hard as They Come
- 1972 The Hot Box
- 1974 Caged Heat
- 1975 Crazy Mama
- 1976 Fighting Mad
- 1977 Handle with Care (a.k.a. Citizen's Band)
- 1979 Last Embrace
- 1980 Melvin and Howard
- 1983 Who Am I This Time? (film TV)
- 1984 Swing Shift
- 1984 Stop Making Sense (documentar)
- 1986 Something Wild
- 1987 Swimming to Cambodia
- 1987 Haiti: Dreams of Democracy
- 1987 Trying Times (film TV)
- 1991 Tăcerea mieilor (The Silence of the Lambs)
- 1992 Cousin Bobby
- 1993 Philadelphia
- 1998 Beloved
- 1998 Storefront Hitchcock
- 2002 The Truth About Charlie
- 2003 The Agronomist
- 2004 Candidatul manciurian (The Manchurian Candidate)
- 2006 Neil Young: Heart of Gold (film documentar)
- 2007 Man from Plains (documentar)
- 2007 New Home Movies From the Lower 9th Ward (miniserial)
- 2008 Rachel Getting Married
- 2009 Neil Young Trunk Show (film documentar)
- The goodbye kiss (2010)[necesită citare]

## Distincții
- 1991: Silberner Bär (Ursul de Argint), pentru filmul Tăcerea mieilor;
- 1991: Premiul Gotham, pentru regia mai multor filme;
- 1992: Premiul Oscar, pentru filmul Tăcerea mieilor;
- Married to the Mob (1988);
- 1991: Premiul Gotham, pentru filmul documentar "The Agronomist"